# Птахи великі і малі
«Птахи великі і малі» (італ. «Uccellacci e uccellini») — четвертий повнометражний фільм П'єра Паоло Пазоліні.
Фільм — учасник конкурсної програми Каннського кінофестивалю 1966 року.

## Сюжет
Батько і син, бідняки Тото і Нінетто, ризикують залишитися без даху над головою і засобів для існування. В їхній сумній мандрвіці до них приєднується балакаючий ворон-філософ і вимагає назвати йому ціль їхньої подорожі. Події переносяться в минуле на вісім століть тому, Тото і Нінетто раптово стають монахами, які за завданням самого Франциска Ассізького мають навернути в християнство всіх земних птахів…

## У ролях
| Актор              | Роль                   |
| ------------------ | ---------------------- |
| Тото               | Тото / брат Чічілло    |
| Нінетто Даволі     | Нінетто / брат Нінетто |
| Умберто Бевілак'я  | Інченсурато            |
| Фемі Бенуссі       | Луна                   |
| Россанна Ді Рокко  |                        |
| Франческо Леонетті |                        |
| Рікардо Реді       |                        |
| Габріеле Балдіні   |                        |

## Цікаві факти
- У 1988 році на Берлінському МКФ була представлена оновлена версія фільму тривалістю 99 хвилин, куди увійшла сцена, яку раніше не бачив глядач.
- Як і більшість інших фільмів Пазоліні, цей заснований на його власному літературному творі.
- Одна з останніх ролей Тото. Він помер наступного року, 15 квітня 1967-го.
- Фільм отримав дві премії «Срібна стрічка» Італійського національного синдикату кіножурналістів — за найкращу чоловічу роль(Тото) і найкращий оригінальний сюжет (Пазоліні).
- У американському прокаті фільм вийшов під назвою «Яструби і горобці» (Hawks and Sparrows).